# Швајцарска на Европском првенству у атлетици у дворани 1976.
Швајцарска је  учествовала  на 7. Европском првенству у дворани 1976. одржаном 22. и 23. фебруара 1976. године у Атлетском делу олимпијске хале у Минхену (Западна Немачка). Репрезентацију Швајцарске у њеном 7 учешћу на европским првенствима у дворани представљало је троје спортиста (један мушкарац и две жене) који су се такмичили у  3 дисциплине.
На овом првенству Швајцарска није освојила ниједну медаљу.
У табели успешности према броју и пласману такмичара који су учествовали у финалним такмичењима (првих 8 такмичара) Швајцарска је имала два представника , Од 25 земаља учесница њих 5 нису имале ниједног учесника у финалу: Аустрија,  Данска, Исланд, Лихтенштајн и Португалија.
| Плас. | Земља      | 1. место | 2. место | 3. место | 4. место | 5. место | 6. место | 7. место | 8. место | Бр. финал. - Бод. |
| ----- | ---------- | -------- | -------- | -------- | -------- | -------- | -------- | -------- | -------- | ----------------- |
| 19.   | Швајцарска | −        | −        | −        | −        | −        | 1 − 3    | 1 − 2    | −        | 2 − 5             |

## Учесници
| Бр. | Дисциплина   | Мушкарци     | Жене            | Укупно |
| --- | ------------ | ------------ | --------------- | ------ |
| 1.  | 1.500 м      |              | Корнелија Бурки | 1      |
| 3.  | 60 м препоне | Беат Пфистер | Мета Антенен    | 2      |
| 4.  | Скок удаљ    |              | Мета Антенен*   | 1*     |
|     | Укупно 4     | 2            | 1 * (2)*        | 3 (4)* |

- Звездица уз име такмичара означава да је учествовао у више дисциплина
- Звездица уз број у загради означава да су у њега још једном урачунати такмичари који су учествовали у више дисциплина.

## Резултати

### Мушкарци
| Атлетичар    | Дисциплина | Лични рекорд | Квалификације | Квалификације | Полуфинале           | Полуфинале           | Финале               | Финале   | Детаљи |
| Атлетичар    | Дисциплина | Лични рекорд | Резултат      | Место         | Резултат             | Место                | Резултат             | Место    | Детаљи |
| ------------ | ---------- | ------------ | ------------- | ------------- | -------------------- | -------------------- | -------------------- | -------- | ------ |
| Беат Пфистер | 60 м       |              | 7,10          | 5, у гр. 2    | Није се квалификовао | Није се квалификовао | Није се квалификовао | 21. / 21 |        |

### Жене
| Атлетичарка | Дисциплина | Лични рекорд | Квалификације | Квалификације | Полуфинале | Полуфинале | Финале   | Финале | Детаљи |
| Атлетичарка | Дисциплина | Лични рекорд | Резултат      | Место         | Резултат   | Место      | Резултат | Место  | Детаљи |
| ----------- | ---------- | ------------ | ------------- | ------------- | ---------- | ---------- | -------- | ------ | ------ |

## Биланс медаља Швајцарске после 7. Европског првенства у дворани 1970—1976.
|      | ЕП         |   |   |   |   | УП   |
| 1—2. | 1970—1971. | 0 | 8 | 0 | 0 | 0    |
| 3.   | 1972.      | 0 | 1 | 0 | 1 | = 10 |
| 4.   | 1973.      | 1 | 0 | 1 | 2 | = 18 |
| 5.   | 1974.      | 1 | 0 | 1 | 2 | = 15 |
| 6.   | 1975.      | 0 | 0 | 1 | 1 | = 15 |
| 7.   | 1976.      | 0 | 0 | 0 | 0 | = 15 |
| 1—7  | Укупно     | 1 | 1 | 2 | 4 |      |
| ---- | ---------- | - | - | - | - | ---- |

|    | Атлетичар/ка |   |   |   |   |
| 1. | Мета Антенен | 1 | 1 | 2 | 4 |
| -- | ------------ | - | - | - | - |

## Швајцарски освајачи медаља после 7. Европског првенства 1970—1976
|    | Атлетичар/ка     | м | ж | ЕП       | Дисциплина   |   |   |   |   |
| -- | ---------------- | - | - | -------- | ------------ | - | - | - | - |
| 1. | Мета Антенен (1) |   | ж | 1972.    | скок удаљ    |   |   |   | 1 |
| 2. | Мета Антенен (2) |   | ж | 1974.    | скок uдаљ    |   |   |   |   |
| 3. | Мета Антенен (3) |   | ж | 1974.    | 60 м препоне |   |   |   | 2 |
| 4. | Мета Антенен (4) |   | ж | 1975.    | скок uдаљ    |   |   |   | 1 |
|    | Укупно           | 0 | 4 | 1970—76. |              | 1 | 1 | 2 | 4 |